# Saurauia merrillii
Saurauia merrillii är en tvåhjärtbladig växtart som beskrevs av Adolph Daniel Edward Elmer. Saurauia merrillii ingår i släktet Saurauia och familjen Actinidiaceae. Inga underarter finns listade i Catalogue of Life.